# Osí
Osí (německy Schönfelden) je zaniklá ves a stejnojmenný rybník na území vojenského újezdu Boletice, resp. poblíž jeho vnitřního okraje, v katastrálním území Třebovice u Českého Krumlova, cca 2 km jihozápadně od Chvalšin.

## Historie
Území obce bylo osídleno již v pravěku. Amatérský archeolog Karl Brdlik zde prozkoumal pravěké mohyly a nalezl zdobené keramické nádoby a bronzové šperky. První písemná zmínka o této vsi pochází z roku 1445;  v roce 1930 zde žilo 75 obyvatel a stálo 10 domů. Byla osadou obce Střemily. Ves zanikla v 50. letech 20. století v souvislosti se zřízením vojenského újezdu Boletice.